# Falla transformante

Fallas transformantes (líneas rojas).

Un borde o falla transformante es una falla de desplazamiento horizontal de una placa tectónica respecto a la otra. Su presencia se detecta gracias a las discontinuidades geológicas del terreno.
Hay dos tipos de falla transformante: las que segmentan las dorsales mediooceánicas y las que forman los bordes pasivos entre placas tectónicas continentales. 
En las fallas o bordes transformantes que forman los bordes pasivos entre placas tectónicas, las placas se desplazan una al lado de la otra horizontalmente, sin producir ni destruir litosfera. La falla transformante más conocida de este tipo es la falla de  San Andrés, en California (Estados Unidos).
Las que se producen en los bordes constructivos de placas son las que dividen las dorsales oceánicas en segmentos más o menos cortos de trazo recto, para acomodarlas a un trazado general curvo o sinuoso u oblicuo respecto a la dirección de expansión del fondo oceánico (ver imagen a la derecha).
Los otros dos tipos de bordes de placas tectónicas, los bordes convergentes y los bordes divergentes, son márgenes tectónicamente activos y ambos con actividad volcánica asociada:
- En un borde convergente las placas tectónicas chocan y, dependiendo del tipo de corteza implicada (oceánica-oceánica, oceánica-continental o continental-continental) se produce subducción y la formación de arcos isla u orogenias (creación de relieve y formación de nueva corteza continental).

- En un borde divergente las placas tectónicas se separan, lo que provoca el ascenso de material desde el manto terrestre y la creación de nuevo suelo oceánico, es decir, nueva corteza oceánica.